# Bion 7
Bion 7 (Бион 7, en ruso), también conocido como Cosmos 1667, fue el nombre de un satélite artificial soviético perteneciente a la serie de satélites Bion. Fue lanzado el 10 de julio de 1985 desde el cosmódromo de Plesetsk mediante un cohete Soyuz. Regresó a la Tierra el 27 de julio de 1985 y contó con la colaboración de Francia, Estados Unidos, Checoslovaquia, la República Democrática de Alemania, Polonia, Rumania, Bulgaria y Hungría.

## Objetivos
Bion 7 llevaba a bordo dos monos rhesus, diez ratas macho, diez tritones y 1500 Drosophila melanogaster (moscas de la fruta). Los monos fueron utilizados en experimentos relacionados con el sistema vestibular y el aparato circulatorio, así como en los efectos de la radiación. A los tritones se les amputó parte de sus extremidades y se les extirpó el cristalino para estudiar la velocidad de recuperación de heridas en el espacio. Las moscas fueron utilizadas para estudiar el intercambio de energía (mediante un biocalorímetro) durante el paso de ninfa a moscas adultas. Entre la carga también había semillas de maíz, azafrán y peces guppy en un acuario.

## Características
Bion 7 estaba basada, como todas las naves de la serie Bion, en los satélites de reconocimiento Zenit. La misión duró 7 días.